# Nižný Tvarožec
Nižný Tvarožec est un village de Slovaquie situé dans la région de Prešov.

## Histoire
Première mention écrite du village en 1355.

## Démographie

### Évolution de la population
| Année:               | 1994. | 2004.   | 2014.    | 2024.   |
| -------------------- | ----- | ------- | -------- | ------- |
| Nombre de personnes: | 460   | 460     | 526      | 570     |
| Différence:          |       | +1,42 % | +14,34 % | +8,36 % |

| Année:               | 2023. | 2024.   |
| -------------------- | ----- | ------- |
| Nombre de personnes: | 569   | 570     |
| Différence:          |       | +0,17 % |